# Cleto Maule
Cleto Maule (Gambellara, 14 de març de 1931 - Punta Marana, Olbia, Sardenya, 28 de juliol de 2013) va ser un ciclista italià, que fou professional entre 1954 i 1961.
Era un ciclista combatiu i lluitador, bon rodador, però poc adaptat a les pujades. Va passar al professionalisme després d'haver guanyat el Gran Premi della Liberazione d'amateurs. El 1955 fou el seu millor any esportiu en guanyar dues de les clàssiques més destacades del calendari italià: la Milà-Torí i la Volta a Llombardia. Ens anys posteriors no mostrà el nivell del seu primer any com a professional i sols destaca una etapa al Giro d'Itàlia de 1956.

## Palmarès
- 1952
  - 1r a la Vicenza-Bionde
  - 1r a l'Astico-Brenta
- 1954
  - 1r al Gran Premi della Liberazione
  - 1r a l'Astico-Brenta
- 1955
  - 1r a la Volta a Llombardia
  - 1r a la Milà-Torí
  - 1r al Circuit de Vazzola
  - 1r al Circuit de Novellara
- 1956
  - 1r al Giro dels Apenins
  - 1r al Circuit de Rovereto
  - Vencedor d'una etapa al Giro d'Itàlia
- 1957
  - Vencedor d'una etapa de la Roma-Nàpols-Roma
- 1958
  - 1r al Giro dels Apenins
  - 1r al Tour dels Quatre Cantons

### Resultats al Giro d'Itàlia
- 1955. Abandona
- 1956. 4t de la classificació general. Vencedor d'una etapa
- 1957. 17è de la classificació general
- 1958. 46è de la classificació general
- 1959. 63è de la classificació general
- 1960. 88è de la classificació general

### Resultats a la Volta a Espanya
- 1958. Abandona (9a etapa)